# Loïc Arbel
Loïc Arbel (* 23. Mai 1997 in Besançon) ist ein französischer Motorradrennfahrer.

## Karriere
Arbel gewann 2014 die „Challenge de l'avenir“ in der Moto3-Klasse der französischen Superbike Meisterschaft. Von 2015 bis 2021 trat er in der Europäische Supersport-meisterschaft an und bestritt zwischen 2019 und 2022 3 Wildcard-Einsätze in der Supersport-WM. 2022 gelang ihm ein zweiter Platz in der Superbike Kategorie bei den 24h von Spa für Motorräder.

## Statistik in der Supersport-Weltmeisterschaft
(Stand: Saisonende 2021)
| Saison | Team                  | Motorrad       | Rennen | Siege | Zweiter | Dritter | Poles | Schn. Runden | Punkte | Ergebnis |
| ------ | --------------------- | -------------- | ------ | ----- | ------- | ------- | ----- | ------------ | ------ | -------- |
| 2019   | EMPERADOR Racing Team | Yamaha YZF-R 6 | 1      | –     | –       | –       | –     | –            | –      | –        |
| 2021   | VFT Racing            | Yamaha YZF-R 6 | 2      | –     | –       | –       | –     | –            | 10     | 29.      |
| Gesamt | Gesamt                | Gesamt         | 3      | 0     | 0       | 0       | 0     | 0            | 10     |          |